# Salah Khalaf
Salah Khalaf Mesbah (en árabe: صلاح مصباح خلف), también conocido como Abu Iyad (أبو إياد) (Jaffa, 1933-Túnez, 14 de enero de 1991) fue subdirector y jefe de la inteligencia de la Organización de Liberación de Palestina, y el segundo funcionario de más alto rango de Fatah después de Yasser Arafat.
Khalaf ha sido descrito como "de mediana estatura y robusta construcción, sin distinción entre la multitud." Cuando Christopher Dobson, con la esperanza de una entrevista, le fue presentado en El Cairo en la década de 1970, Khalaf le causó "tan poca impresión", durante el breve encuentro que Dobson no se dio cuenta hasta más tarde que se había reunido con el combatiente más buscado de Israel.
Khalaf y su familia salieron de Jaffa después de que Israel tomó la ciudad en la guerra árabe-israelí de 1948. Se trasladó a El Cairo a principios de 1950. Allí se convirtió en un miembro de la Hermandad Musulmana. En 1951, se reunió con Yasser Arafat en la Universidad al-Azhar, donde estudió literatura, durante una reunión de la Unión General de Estudiantes Palestinos. En 1958, fundó la organización Fatah de Arafat y otros palestinos en Kuwait.
Como un presunto miembro de Septiembre Negro, Khalaf fue arrestado por los jordanos y luego puesto en libertad después de que hizo un llamamiento a sus compañeros a dejar de luchar y de que depongan las armas. Dobson informa que, de acuerdo con los jordanos, Khalaf "fue tan ridiculizado por los miembros de la guerrilla en la que había luchado que reaccionó pasando a la violencia extrema." De acuerdo con la biografía de Said Abu Rish de Yasser Arafat, este había utilizado el hecho de que Abu Iyad negoció con el rey Hussein de Jordania para desviar la crítica de sí mismo sobre la conducta de los combates entre las guerrillas palestinas y el ejército jordano en 1970-71, representando a Khalaf como débil. Khalaf luego sintió la necesidad de restaurar su reputación en la comunidad palestina, y se convirtió en uno de los principales defensores de las campañas de terror llevada a cabo por combatientes de la OLP y otros durante la década de 1970.
Se reunió con funcionarios de Estados Unidos como parte del diálogo entre Estados Unidos y la OLP. Fue un hombre "que había sido fundamental para lograr el cambio de la OLP, la política hacia un mayor pragmatismo."
Khalaf se opuso a la alianza de Arafat con Saddam Hussein; llegó a expresar su desacuerdo con el líder iraquí en reuniones cara a cara y permaneció neutral durante la guerra del Golfo en 1991. Fue asesinado en Túnez en el mismo año por agentes desconocidos. Israel y los Estados Unidos lo acusaron de haber fundado la organización Septiembre Negro.

## Lectura complementaria
- My Home, My Land: A Narrative of the Palestinian Struggle, Abu Iyad with Eric Rouleau, Nueva York 1981, ISBN 0812909364
- Salah Khalaf, "Lowering the Sword," Foreign Affairs, primavera de 1990, pp. 91-112.